# Чой-сум
Чой-сум (також пишеться як чой сум або ю-чой) — рослина, ботвиння якої використовується в китайській кухні. Це представник роду Капуста родини Капустяних (Brassica chinensis). Назва рослини, в перекладі з китайської означає «серце овоча». Також чой-сум відомий як китайська квітуча капуста. 

## Опис
Чой-сум — зелений листовий овоч, схожий на каї-лан, китайську броколі. 
Рослина має характерні жовті квіти. Кожна квітка має чотири жовті, пелюстки  овальної або круглої форми з шістьма тичинками. Квітки розташовані на м’ясистих прямих стеблах від 0,5 до 1 сантиметр (0,20 до 0,39 дюйма) в діаметрі та від 15 до 20 см (5,9 до 7,9 дюйм) в довжину. 
Колір листя варіюється від світло до темно зеленого. Листя, округлої форми, але стають більш загостреними під час стадії цвітіння. Край листа трохи зазубрений. На відміну від капусти листя ніколи не утворює компактні головки. 
Плоди утворюються як через перехресне, так і через самозапилення. Плід – стручок що самостійно розкривається при досяганні зрілості. Насіння дрібне, коричневе або чорне округлої форми. Один стручок може містити від 4 до 46 насінин.
Висота рослини сильно коливається, але зазвичай лежить в діапазоні від 10 до 40 см (4 до 16 дюйм) в залежності від умов вирощування та сорту. Квіти зазвичай з’являються, коли рослина досягає близько 20 см (7,9 дюйм) висоти й має 7-8 листків. Основна частина кореневої системи знаходиться на глибині 12 см (4,7 дюйм)  і обмежена радіусом в 12 см (4,7 дюйм).  
Чой-сум зазвичай однорічна, рідше багаторічна, трав’яниста рослина, що інколи може розростися у напівчагарники. Вся рослина складається з простої або розгалуженої (під час стадії цвітіння) листової структури. Найкраще росте в ґрунті з  рівнем pH між 5,6 та 7,5.

## Галерея

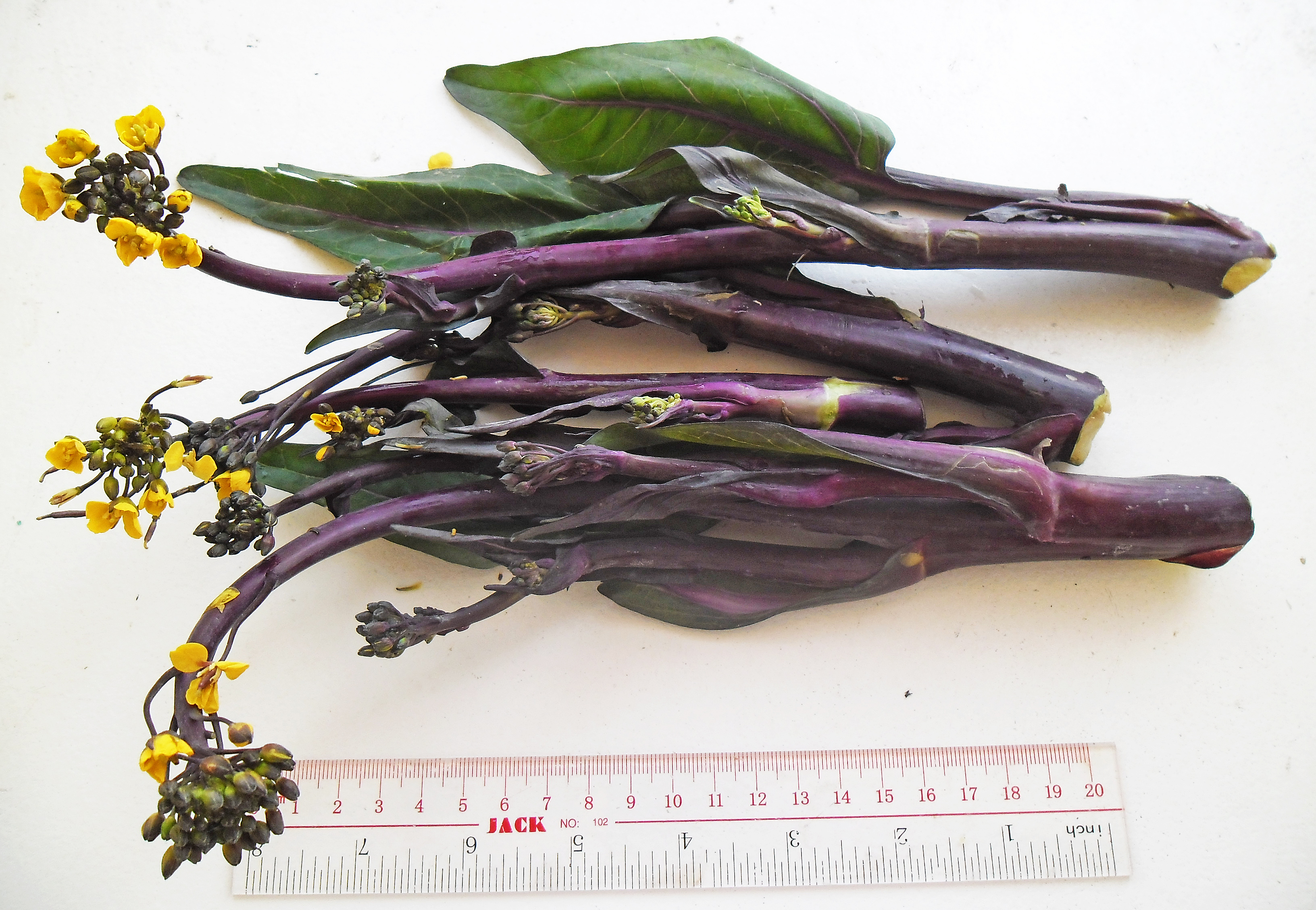
Фіолетовий Чой Сум
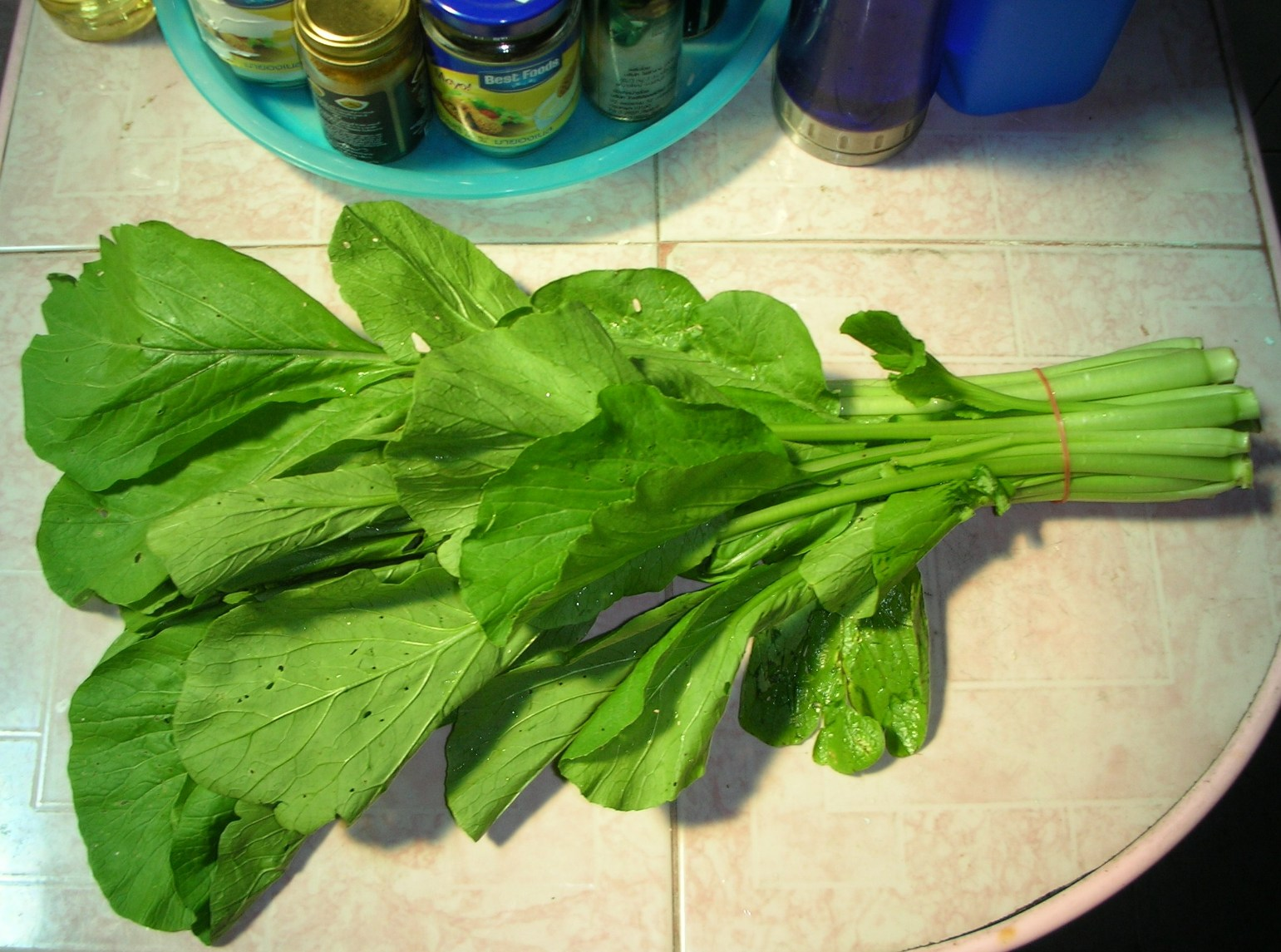
Чой сум сорту кантонська капуста у Таїланді

## Дивись також
- Бок-чой
- Каї-лан[en]